# Li Keqiang
En aquest nom xinès, el cognom és Li.
Li Keqiang (xinès: 李克強, pinyin: Lĭ Kèqiáng; Dingyuan, Anhui, 17 de juliol de 1955 - Xangai, 27 d'octubre de 2023) fou un polític xinès, que va exercir de Primer Ministre de la República Popular de la Xina des del 15 de març de 2013 fins a l'11 de març del 2023, i secretari del partit al Consell d'Estat de la Xina. Durant la dècada del 2010 fou a més, el segon membre més important del Comitè Permanent del Buró Polític, i, de facto, una de les persones en prendre les decisions de més rang al país.
Li va ser dirigent de la Lliga de la Joventut Comunista de la Xina, es va graduar en Lleis a la Universitat de Pequín el 1982; des del 1998 fins al 2004 va exercir com a governador de la província de Henan, i entre els anys 2004 i 2008 va ser secretari general del partit a la província de Liaoning.
Des del 2008 fins al 2013 va exercir el càrrec de vice-primer ministre de rang més elevat. Durant aquest període, com a mà dreta del primer ministre, Wen Jiabao, els temes sota l'òrbita oficial de Li incloïen desenvolupament econòmic, control de preus, finances, canvi climàtic i gestió macroeconòmica. Li era considerat un dels integrants de la "cinquena generació" de dirigents comunistes xinesos, i un reformista.